# Исаев, Абубакар Хаважевич
Абубакар Хаважевич Исаев (род. 1 апреля 2003, Чечня) — российский дзюдоист, чемпион России среди юниоров 2022 года, серебряный призёр чемпионата России 2023 года.
Является воспитанником школы «Динамо» (Грозный), занимается под руководством Висхана Асанова. 31 января 2023 года ему было присвоено звание мастер спорта России. Чеченец. Выступает в лёгкой весовой категории (до 73 кг).
В феврале 2024 года был уличён в использовании допинга и дисквалифицирован на два года.

## Спортивные соревнования
- Первенство России по дзюдо среди юниоров 2022 — ;
- Чемпионат России по дзюдо 2023 — .